# USS Enterprise (NCC-1701-J)
 (novembre 2024).
Si vous disposez d'ouvrages ou d'articles de référence ou si vous connaissez des sites web de qualité traitant du thème abordé ici, merci de compléter l'article en donnant les références utiles à sa vérifiabilité et en les liant à la section « Notes et références ».
Cet article concerne le vaisseau USS Enterprise NCC-1701-J de l'univers de Star Trek. Pour les vaisseaux homonymes de Star Trek, voir Enterprise (Star Trek). Pour les autres significations, voir Enterprise.
L'USS Enterprise NCC-1701-J appartient à l'univers de la série télévisée américaine Star Trek. On l'aperçoit brièvement dans Star Trek: Enterprise.
Il s'agit d'un vaisseau spatial du XXVIe siècle à bord duquel Daniels (un agent temporel de Starfleet du XXXIe siècle) emmène le capitaine Jonathan Archer pour lui expliquer que depuis son époque, les Xindis ont rejoint la Fédération des Planètes Unies ; certains sont d'ailleurs membres d'équipage de l'Enterprise-J. 
Le seul engagement connu de l'Enterprise-J est la bataille de Procyon V — à laquelle assistent Daniels et Archer — qui vit la victoire finale de la Fédération associée entre autres aux Klingons et Xindis, sur une race d'envahisseurs trans-dimensionnels, lesquels ont tenté en vain de changer cette issue en manipulant les Xindis pour les pousser à attaquer la Terre au XXIIe siècle.